# Стари свет
Под појмом „Стари свет” подразумевају се континенти које су Европљани познавали пре Колумбових открића Америка 1492. године: Европа, Африка и Азија.
Насупрот томе, постоји и појам „Нови свет” који обухвата Северну и Јужну Америку. Аустралија и Антарктик нису још увек били познати у време настанка ових појмова, па нису уврштене у ниједан од ових појмова.

## Порекло назива
У контексту археологије и светске историје, израз „Стари свет” обухвата оне делове света који су били у директним или индиректним културним контактима од бронзаног доба па надаље, што води паралелном развоју раних цивилизација, углавном у умереној температурној зони између отприлике 45. и 25. паралеле, у области Медитерана, Месопотамије, Персијске висоравни, Индије и Кине. Ови региони су повезани преко трговачког пута свиле.

## Историја
Концепт три континента у Старом свету, то јест. Азија, Европа и Африка (Афроевроазија) сеже још из античког доба. Његове границе дефинисао је Птоломеја и други географи античког доба и границе су углавном нацртане дуж река Нил и Дон. Ова дефиниција је остала важећа и током целог средњег века (на пример такозване Т и О мапе) и током раног модерног периода.
Први који је измислио и употребио термин „Нови свет” (Мундус Новус) је био фирентински истраживач Америго Веспучи. Он је цитирао тај израз у писму које је написао свом пријатељу Лоренцу де Пијеру у пролеће 1503. У свом писму, он је тврдио да земље које су открили европски навигатори нису биле ивице Азије као што је изјавио Кристифор Колумбо. Уместо тога, припадали су различитом континенту, Новом свету. Други истраживач, италијан Петер Мартир, подржао је контекст Новог света. Он је употребио термин „Орбе Ново” преведен као „Нови глобус” након што је 1511. открио Америку.